# 92P/Sanguin
92P/Sanguin, komet Jupiterove obitelji.